# Open Gaz de France 2006 - Doppio
Il doppio dell'Open Gaz de France 2006 è stato un torneo di tennis facente parte del WTA Tour 2006.
Iveta Benešová e Květa Peschke erano le detentrici del titolo, ma solo Peschke ha partecipato in coppia con Émilie Loit.
Loit e Peschke hanno battuto in finale 7–6 (7–5), 6–4  Cara Black e Rennae Stubbs.

## Teste di serie
1. Cara Black /  Rennae Stubbs (finale)
2. n/a
3. Émilie Loit /  Květa Peschke (campionesse)
4. Elena Dement'eva /  Flavia Pennetta (semifinali)

## Tabellone

### Legenda
| - Q = Qualificato - WC = Wild card - LL = Lucky loser | - ALT = Alternate - SE = Special Exempt - PR = Protected Ranking | - w/o = Walkover - r = Ritirato - d = Squalificato |